# Gcov
Gcov — свободно распространяемая утилита для исследования покрытия кода. Gcov генерирует точное количество исполнений для каждого оператора в программе и позволяет добавить аннотации к исходному коду. Gcov поставляется как стандартная утилита в составе пакета GCC.
Утилита gcov предоставляет информацию о том, сколько раз исполнился во время работы программы каждый участок кода. Аннотированный исходный код сохраняется в новом файле, содержащим счетчики исполнения и текст программы. В отличие от gprof, не создает каких-либо данных, зависящих от длительности работы кода. Работает, в основном, с программами, скомпилированными с помощью GNU GCC. Не совместим с другими механизмами профилирования или тестирования покрытия.

## Описание
gcov создает файл с анализом покрытий для специальным образом инструментированных программ. Опции -fprofile-arcs -ftest-coverage должны использоваться при компиляции программ для анализа покрытия. Первая опция приводит к сохранению статистики исполнения строк исходного файла, а вторая — к записи статистики условных переходов (ветвлений). После запуска такой программы будет создано несколько файлов с расширениями «.bb», «.bbg», «.da», которые могут анализироваться gcov. Он принимает в качестве аргумента командной строки имена файлов с исходными текстами и производит аннотированный листинг. Перед каждой строкой исходного кода указывается количество её исполнений; те строки, которые не исполнились ни разу, помечаются префиксом «#####».
gcov создает файл имя_исходника.gcov, в котором индицируется, сколько раз исполнили каждую строку исходного файла имя_исходника.c.

## Опции командной строки
Опции Gcov:
- -h (--help): Краткая помощь
- -v (--version): Отображение версии программы
- -a (--all-blocks): Печать счетчиков для всех базовых блоков, не только для основного блока в строке
- -b (--branch-probabilities): Сохранить в выходной файл частоты условных переходов и отобразить статистику переходов на стандартный поток вывода. Безусловные переходы по этой опции не показаны, пока не подана опция -u
- -c (--branch-counts): Сохранить статистику переходов в виде точных величин, а не процентов вероятности
- -n (--no-output): Не создавать выходной файл gcov
- -l (--long-file-names): Создавать длинные имена для файлов, включенных в исходник по директиве #included. К примеру, если заголовочный файл x.h содержит исполнявшийся код и был включен в файл a.c, то запуск gcov на a.c создаст файл a.c##x.h.gcov вместо x.h.gcov. Это полезно когда x.h включен многократно в различные исходные файлы
- -p (--preserve-paths): Сохранять полный путь в именах создаваемых .gcov файлов. Без этой опции используется лишь имя файла, с ней — имя файла и путь к нему, в котором все символы '/' заменены на символы '#'; каталоги '.' удалены; а компоненты '..' переименованы в '^'. Полезно в случаях, когда исходные файлы хранятся в нескольких каталогах
- -f (--function-summaries): Выводить статистику по функциям в дополнение к статистике по файлам.
- -u (--unconditional-branches): Включать статистику по безусловным переходам в статистику переходов.
- -d (--display-progress): Отображать прогресс обработки.

## Генераторы отчётов на базе gcov
Lcov — графический интерфейс  для gcov. Он собирает файлы gcov для нескольких файлов с исходниками и создает комплект HTML-страниц с кодом и сведениями о покрытии. Также генерируются страницы для упрощения навигации. Lcov поддерживает покрытие строк, функций, ветвлений.
Gcovr предоставляет утилиту для управления использованием gcov и генерации сводных отчётов о покрытии. Эта команда основана на python-пакете coverage.py, который предоставляет аналогичную утилиту в Python. Gcovr создает компактные, удобочитаемые сводные отчеты, машиночитаемые XML-отчеты или графические HTML-отчёты. Отчеты XML, сгенерированные gcovr, могут использоваться Jenkins для предоставления графических отчётов покрытия кода. Gcovr поддерживает измерение покрытия операторов и ветвлений.